# Пало, Тауно
Тауно Валдемар Пало (раньше Брянняс, Палониеми; 25 октября 1908, Тавастегус, Великое княжество Финляндское — 24 мая 1982, Хельсинки, Финляндия) — финский актёр и певец.
Тауно Пало начал свою актёрскую карьеру в Рабочем театре Сёрняйнен в 1927 году, в 1932 году перешел в Финский национальный театр, откуда в 1973 году вышел на пенсию. Роли Пало являлись весьма разнообразными, от героев-любовников до комических образов и от мачо до великих исторических лиц. Уже в самом начале своей карьеры ему пришлось привыкнуть быть «актёром всего финского народа» и самым обаятельным «латинским донжуаном» северного государства.
Его художественными успехами на сцене стали в том числе главные роли в фильмах «Omena putoaa» («Яблоко падает»), «Särkelä itte» («Сам Сяркеля») и «Viettelyksen vaunu» ("Трамвай «Желание»). Кинокарьера Т. Пало продолжалась 30 лет, начиная с главной роли в фильме «Jääkärin morsian» («Невеста егеря») 1931 года и заканчивая фильмом «Tulipunainen kyyhkynen»(« Алый голубь») 1961 года. В этом периоде он снимался в 60 фильмах, в том числе сыграл главную роль в «Vaimoke» («Жёнушка»), «Kulkurin valssi» («Вальс бродяги») и «Rosvo-Roope» («Грабитель Роопе»). Т. Пало вместе с актрисой Анса Иконен образовал популярную пару на экране, снявшуюся в 12 фильмах. Т. Пало также сделал значительную карьеру как певец. За два периода 1934—1951 гг. и 1967—1975 гг. он записал примерно 85 музыкальных произведений. Помимо актёрской работы и пения он зарабатывал в рекламах. На протяжении своей кинокарьеры Т. Пало был награждён тремя кинопремиями «Юсси» (в 1946, 1950 и 1952 году). В 1958 году ему вручали медаль Pro Finlandia за актёрскую деятельность. 
С 1934 года Т. Пало был женат на Сюльви Сакки и с 1962 года на Кирсти Ортола. В этих двух браках у него родилось трое сыновей.

## Биография

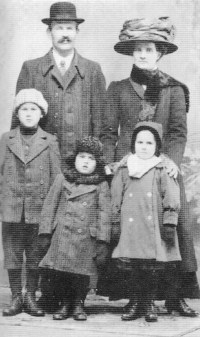
Петтер и Ольга Брянняс и их дети: Гёста, Тауно и Алли (около 1910—1915)

### Начало карьеры в 1920-е годы в Сёрняйстен Тюёвяен Няйттямё
Актёрская карьера Тауно Брянняса началась в 1927-м году, когда руководитель театра Аарне Салонен (фин. Aarne Salonen) закрепил за ним должность вечернего актёра в Сёрняйстен Тюёвяен Няйттямё (фин. Sörnäisten Työväen Näyttämö). Его первая речевая роль была в пьесе «33 333» Свена Сандберга — весной 1927 года. Первую большую роль Бряннас сыграл в социальной пьесе «Дочь рабочего» («Työläisen tytär») в январе 1928 года. Следующие пять лет Бряннас сыграл в пьесах «Красная сумка» («Punainen laukku»), «Ревизор» («Reviisori») и «Герои» («Sankareita»). В Сёрняйстен Тюёвяен Няйттямё Бряннас получил театральные уроки от Аарне Орйятсало (фин. Aarne Orjatsalo), который стал директором театра весной 1930-го года. Полученное обучение от Орйятсало стало единственным актёрским образованием для Бряннаса. Особенно важным для Бряннаса было обучение разговорной техники. Осенью 1930-го года Сёрняйстен Тюёвяен Няйттямё сменил название на Хельсингин Тюёвяен Театтери (фин. Helsingin Työväen Teatteri). Карьера Бряннаса в Сёрняйстен Няйттямё закончилась в апреле 1932-го года.

### Актёр Финского национального театра
Осенью 1932-го года Тауно Брянняс начал работу в Финском национальном театре. Брянняс перевёл свою фамилию на финский язык как Палониеми. Коллега по театру, Глори Леппянен (фин. Glory Leppänen), предложила сократить фамилию до формы Пало, которая была бы простой и удачной.
Сначала Тауно Пало играл незначительные роли в национальном театре. В августе 1932-го года он сыграл дебютную роль Олави Клаунпойка в пьесе «Daniel Hjort». Далее последовали роли: Микко в пьесе «Анна-Лиза» («Anna Liisa»), Мориса Гальвуазье в пьесе «Барышня» («Neiti») и красногвардейца Пенну в пьесе Лаури Хаарла — «Палка о двух концах» («Kaksiteräinen miekka»). Среди всего прочего, в следующем году Пало снялся председателем культурной ассоциации в пьесе «Лишь люди» («Vain ihmisiä») и приставом в пьесе Людвига Хольберга — «Йеппе — сын Ниило» («Jeppe Niilopoika»). Летом 1937-года в национальном театре представили «Герой-гусар» («Sankarihusaari»), которую художественно определили как наиболее ценной песней пьесы. У Пало была главная мужская роль.

### Путь к успеху
Взлёт Тауно Пало (фин. Tauno Palo) до выдающегося актёра в Финском национальном театре начался весной 1938 года и достиг высшей точки в период 1938—1939 годов. Его первая главная роль, имеющая художественную ценность, была в постановке Айно Каллас (фин. Aino Kallas) Bathseba Saarenmaalla («Батшева на Сааремаа») в январе 1938 года. В начале 1939 года у Пало была роль Пепи (фин. Pepi) в спектакле Pieni hajuvesikauppa («Маленький магазин духов»), за что он получил от зрителей огромную овацию. Осенью 1939 года Пало играл Шопена в пьесе Vieraantunut sydän (« Отреченное сердце»). В роли Шопена Пало показал широту диапазона своего актёрского таланта, успешно интерпретируя образ композитора, доживающего последние годы своей жизни, а также утончённость языка жестов.

### Начало карьеры в кино
Тауно Пало попал в киноиндустрию почти случайно: именно в тот момент, когда звуковые фильмы стали появляться. В декабре 1930 года коллега Пало Каарина Саарто (фин. Kaarina Saarto), пробуясь на роль в кино, продемонстрировала свои театральные фотографии главе компании Сарастус (фин. Sarastus) Хуго Стенлунд (фин. Hugo Stenlund) и режиссёру Калле Каарна (фин. Kalle Kaarna). Каарна заинтересовал Пало, который присутствовал на тех фотографиях и он позвал его на кинопробы. После проб Каарна пригласил Пало на главную мужскую роль в фильме «Jääkärin morsian» («Невеста егеря»). Планировалось, что фильм выйдет полностью как немое кино, но посреди съёмок решили сделать его наполовину звуковым. Летом 1935 года Валентин Ваала (фин. Valentin Vaala) начал снимать фильм «Kaikki rakastavat» ("Все любят "), где главную мужскую роль сыграл бы Пало. Главную женскую роль получила 21-летняя Анса Иконен (фин. Ansa Ikonen). С популярностью фильма звёздную пару Пало и Иконен пригласили в снимающуюся зимой следующего года романтическую комедию Vaimoke 1936 («Женушка»).  Фильм получил хвалу и зрителей и критиков. К успеху хотели непосредственно продолжения, так Mieheke 1936 («Муженек») начали снимать уже в конце лета.

### Экранизации пьесХеллы Вуолийоки(фин. Hella Wuolijoki)
В фильме Niskavuoren naiset («Женщины Нискавуори») Пало сыграл роль Аарне, считающуюся сложной. Его персонаж страдает от кризиса личности среди решительных дам. Роль получилась глубокой благодаря харизме Пало. В период 1938—1957 годов всего сняли пять фильмов по пьесам Вуолийоки. В четырёх из них у Пало была главная мужская роль.

### Военные годы 1939—1945

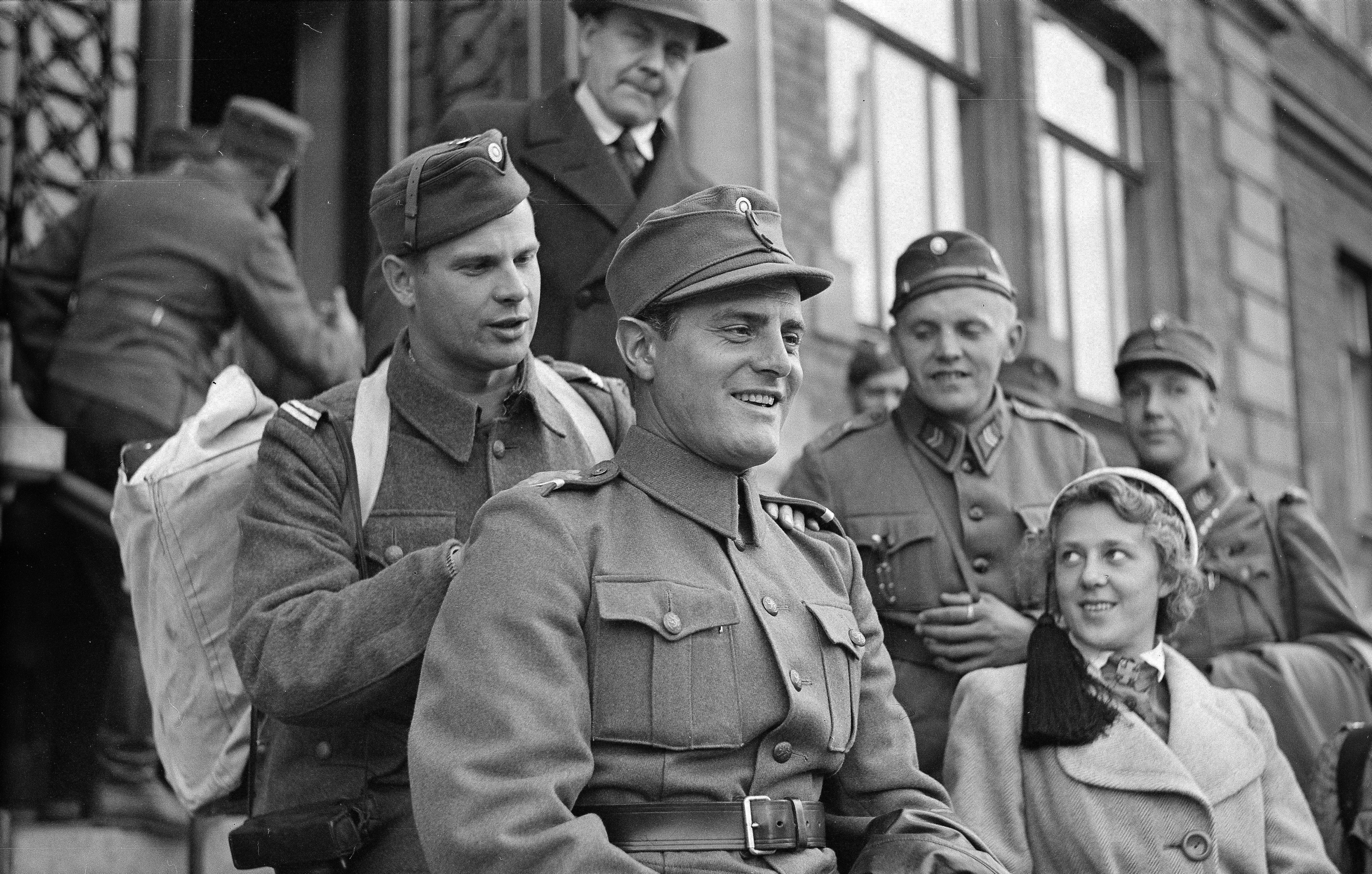
Тауно Пало во время Второй мировой войны

На время войны деятельность Национального театра прекратилась, но в период перемирия (1940—1941 гг.) и советско-финской войны (1941—1944 гг.) спектакли проходили регулярно.

### Период перемирия
Для театра период перемирия в 1940—1941-е годы был экономически благополучным. В этот момент Тауно Пало уже был признанным и известным театральным актёром. Во время перемирия состоялась премьера снятого фильма, летом 1939 года, «SF-paraati» (1940). Это был своего рода рекламный туристический фильм для Летних Олимпийских игр 1940-го в Хельсинки, но также он запечатлел последние дни перемирия. В фильме-ревю демонстрируются лучшие стороны Хельсинки и архитектурные достижения первой республики. В фильме «SF-paraati» представленные песни Ансы Иконен (фин. Ansa Ikonen) и Тауно Пало «Уволили меня» (фин. «Potkut sain») и «Юношеская нота» (фин. «Nuoruuden sävel») оставались популярными в течение долгого времени. Анса и Тауно исполняли их во время своих общих гастролей ещё в течение многих десятилетий.
В январе 1941 года прошла премьера фильма «Вальс бродяги» (фин. «Kulkurin valssi», 1941), который был снят Тойво Сярккя летом прошлого года. Премьера собрала на тот момент большую публику в полтора миллионов зрителей. Фильм предоставил утешение народу в виде «побега из реальности» между советско-финскими войнами.
В апреле 1941 года состоялась премьера «излишне романтического» фильма «Прекрасная Регина из Кайвопуйсто» (1941), который был также снят Сярккя. В фильме, имеющем место в Хельсинки в середине 1800-х годов, роль возлюбленной Пало сыграла Регина Линнанхеймо (фин. Regina Linnanheimo). Фильм «Kaivopuiston kaunis Reginakin», в стиле военных времён, является эскапистским и мелодраматическим, в котором исторические костюмы занимают главное место.

### Гастроли по фронтам во время Советско-финской войны 1941—1944
Штатские работы Пало были прерваны началом советско-финской войны в июне 1941-года. В звании сержанта Пало гастролировал по фронтам и развлекал солдат, а также работал штатским работником в Национальном театре. Пало входил в число актёров Национального театра, труппа которого гастролировала близко к линиям фронта и временами находилась в опасности из-за советских бомбардировщиков. Пало был постоянным актёром на популярных, так называемых, «вечерах оруженосцев».

### Фильмы, снятые во время Советско-финской войны (1941—1944)
Под Рождество 1941 года вышла премьера фильма «Счастливый министр» (фин. «Onnellinen ministeri»), который был снят весной прошлого года. Сценарий фильма был написан по немецкому мюзиклу. В фильме, показывающего мир рекламного агентства, Пало исполняет драматическую песню «Песня в трамвае» (фин. «Raitiovaunulaulu»).
Летом 1943 года в городе Кеуруу сняли фильм «Невеста карлика» (фин. «Vaivaisukon morsian», 1944), где партнёром Пало снова была Анса Иконен. Также Пало сыграл главную мужскую роль в фильме «Господин и его превосходительство» (фин. «Herra ja ylhäisyys», 1944). Фильм снимали в песчаном карьере Нуммела (фин. Nummela). На месте съёмок создали целый мексиканский город.

### После Второй мировой войны

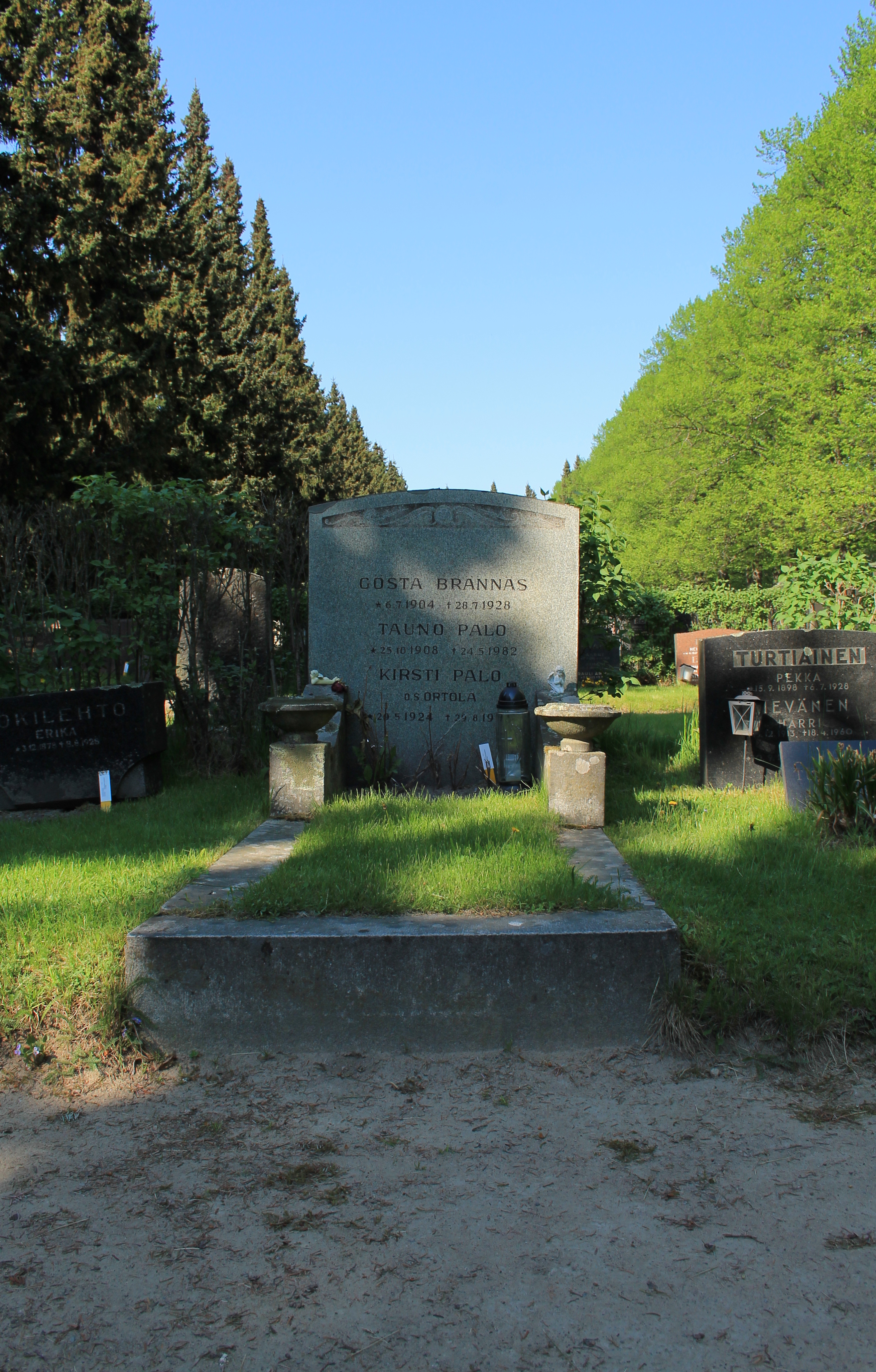
Могила Тауно Пало на кладбище Малми в Хельсинки

#### Театральные работы
Пало вернулся в Финский национальный театр после перерыва в полтора года. Осенью 1945 года он получил важную роль принца Эрика в спектакле «Густав Васа» по одноимённой пьесе Августа Стриндберга. По общему представлению Пало уже был достаточно зрел, чтобы понять и передать характер персонажа. В 1946 году Пало отличился в роли Вентти-Вилле в комедии Мика Валтари (фин. Mika Waltari) «Яблоко падает» (фин. «Omena putoaa»). В последующие года персонаж Вентти-Вилле стал в каком-то роде шуточным, мифическим персонажем.

#### Киноработы
В числе достижений Пало в конце 40-х, главная мужская роль в фильме «Ловииса — молодая хозяйка Нискавуори» (фин. «Loviisa — Niskavuoren nuori emäntä», 1946) и заглавная роль в фильме «Разбойник — Роопе» («Rosvo-Roope», 1949). Звездный дуэт Ансы и Тауно можно было увидеть вновь в фильме «Песня пригорода» (фин. "Laitakaupungin laulu, 1948), режиссёром которого стал Эдвин Лайне.

#### 1950-е годы
1950-е годы у Тауно Пало было больше ролей в кино, чем в предыдущем десятилетии. Его амплуа сменилось с героического на мужчин с жизненным опытом. Всё чаще его актёрская работа состояла из ролей второго плана. В его актёрской карьере работа в театре стала более значимой чем прежде. В 1950-х гг. получили премьеру три последних фильма пары Ансы и Тауно.

#### Работа в театре
В январе 1950 года роль Стэнли Ковальски (фин. Stanley Kowalski) в пьесе Теннесси Уильямса (англ. Tenessee Williams) «Viettelyksen vaunu» ("Трамвай «Желание») принесла Т. Пало художественную победу. В начале 1950-х гг. среди его ролей были, в частности: заглавная роль в пьесе «Barabbas» («Варавва») в начале 1951 года; роль доктора Ранка в пьесе Генрика Ибсена (норв. Henrik Ibsen) «Nukkekoti» («Кукольный дом») весной 1952; и осенью того же года хозяин дома Карри в пьесе «Nummisuutarit» («Сапожники Вересняка»). Осенью 1953 года Т. Пало. отметил 25-летний юбилей своей творческой деятельности сыграв в пьесе «Pyhä koe» («Святой эксперимент»).
В марте 1954 года снова состоялась премьера «Seitsemän veljestä» («Семеро братьев») в Финском национальном театре. В этот раз Т. Пало сыграл роль Юхани и за исполнение этой роли он получил отличные отзывы. Весной 1955 года состоялась премьера пьесы «Vanja-eno» («Дядя Ваня»), снятый режиссёром Эйно Калима (фин. Eino Kalima). Т. Пало сыграл в ней доктора Астрова, эта роль стала одной из его художественных побед.

#### Работа в кино
В феврале 1950 года состоялась премьера фильма пары Анса и Тауно «Professori Masa» («Профессор Маса»), снятый режиссёром Матти Кассила (фин. Matti Kassila). В этом же году Пало сыграл роль «Isoo-Antti» («Исоо-Антти») в фильме режиссёра Ильмари Унхо фин. Ilmari Unho) про жителей Похъянмаа, который называется «Härmästä poikia kymmenen» («Десять мужиков из Хярмы»). За исполнение лучшей мужской роли в этом фильме Пало получил премию Юсси.
В 1953 году Пало сыграл вместе с Арми Куусела (фин. Armi Kuusela), влюблённую пару в фильме «Maailman kaunein tyttö» («Самая красивая девушка в мире»). Газета «Satakunnan Kansa» («Сатакуннан Канса») так оценила исполнение роли Пало: «Он уже довольно старый, особенно по сравнению с молодой цветущей Арми».

## Фильмография
Фильмография Тауно Пало включает в себя следующие фильмы:
- 1931 : Jääkärin morsian[фин.][3]
- 1932 : Kuisma ja Helinä[фин.][4]
- 1934 : Helsingin kuuluisin liikemies[фин.][5]
- 1935 : Kaikki rakastavat[фин.][6]
- 1936 : Mieheke[фин.][7]
- 1936 : Vaimoke[фин.][8]
- 1937 : Koskenlaskijan morsian[фин.][9]
- 1937 : Juurakon Hulda[фин.][10]
- 1938 : Niskavuoren naiset[фин.][11]
- 1938 : Jääkärin morsian[фин.][12]
- 1939 : Eteenpäin – elämään[фин.][13]
- 1939 : Helmikuun manifesti[фин.][14]
- 1939 : Jumalan tuomio[фин.][15]
- 1939 : Serenaadi sotatorvella[фин.][16]
- 1939 : Suotorpan tyttö (vuoden 1940 elokuva)[фин.][17]
- 1940 : SF-paraati[фин.][18]
- 1940 : Aatamin puvussa - ja vähän Eevankin...[фин.][19]
- 1941 : Kulkurin valssi[фин.][20]
- 1941 : Kaivopuiston kaunis Regina[фин.][21]
- 1941 : Onnellinen ministeri[фин.][22]
- 1942 : Onni pyörii[фин.][23]
- 1942 : Avioliittoyhtiö[фин.][24]
- 1942 : Puck[фин.][25]
- 1943 : Valkoiset ruusut[фин.][26]
- 1944 : Vaivaisukon morsian[фин.][27]
- 1944 : Herra ja ylhäisyys[фин.][28]
- 1945 : Kolmastoista koputus[фин.][29]
- 1946 : Menneisyyden varjo[фин.][30]
- 1946 : Viikon tyttö[фин.][31]
- 1946 : Loviisa, Niskavuoren nuori emäntä[фин.][32]
- 1947 : Pimeänpirtin hävitys[фин.][33]
- 1947 : Koskenkylän laulu[фин.][34]
- 1948 : Laitakaupungin laulu[фин.][35]
- 1948 : Laulava sydän[фин.][36]
- 1949 : Rosvo-Roope[фин.][37]
- 1949 : Kanavan laidalla[фин.][38]
- 1949 : Professori Masa[фин.][39]
- 1950 : Amor hoi[фин.][40]
- 1950 : Härmästä poikia kymmenen[фин.][41]
- 1951 : Huolien teillä[42] (короткометражный фильм)
- 1951 : Ylijäämänainen[фин.][43]
- 1951 : Tukkijoella[фин.][44]
- 1952 : Silmät hämärässä[фин.][45]
- 1952 : Hän tuli ikkunasta[фин.][46]
- 1953 : Omena putoaa...[фин.][47]
- 1953 : Maailman kaunein tyttö[фин.][48]
- 1953 : Kolmiapila[фин.][49]
- 1953 : Se alkoi sateessa[фин.][50]
- 1953 : Молочница Хилья[51]
- 1954 : Kunnioittaen[фин.][52]
- 1954 : Niskavuoren Aarne[фин.][53]
- 1954 : Kasarmin tytär[фин.][54]
- 1954 : Hilmanpäivät[фин.][55]
- 1955 : Kunnian kukko[фин.][56] (короткометражный фильм)
- 1955 : Isän vanha ja uusi[фин.][57]
- 1955 : Nukkekauppias ja kaunis Lilith[фин.][58]
- 1955 : Neiti Talonmies[фин.][59]
- 1955 : Неизвестный солдат[60]
- 1956 : Ratkaisun päivät[фин.]}[61]
- 1956 : Risti ja liekki[фин.]}[62]
- 1957 : Kuriton sukupolvi[фин.]}[63]
- 1957 : Niskavuori taistelee[фин.]}[64]
- 1957 : Mies tältä tähdeltä[фин.]}[65]
- 1958 : Verta käsissämme[фин.]}[66]
- 1959 : Kovaa peliä Pohjolassa[фин.]}[67]
- 1960 : Nina ja Erik[фин.]}[68]
- 1960 : Kuolemantanssi[69] (телефильм)
- 1961 : Tulipunainen kyyhkynen[фин.]}[70] son dernier grand rôle.
- 1960 : Kauppamatkustajan kuolema[71] (телефильм)

## Дискография
Дискография Тауно Пало включает в себя следующие альбомы и синглы :
- 1934 : Tuulikki
- 1934 : Tuohinen sormus
- 1935 : Syksyn tullessa
- 1936 : Mieheke
- 1936 : Marjatta
- 1936 : Sinä semmoinen, minä tämmöinen
- 1940 : Nuoruuden sävel
- 1940 : Pot-pot-pot (с Ансой Иконен)
- 1940 : Näenhän valoisan taivaan
- 1942 : Soittoniekka
- 1967 : Ruusu on punainen
- 1968 : Rosvo-Roope
- 1974 : Ansa & Tauno (с Ансой Иконен)